# Ctenodactylus
Ctenodactylus é um gênero de roedor da família Ctenodactylidae.

## Espécies
- Ctenodactylus gundi (Rothmann, 1776)
- Ctenodactylus vali Thomas, 1902